# Skattefundet fra El Carambolo
Skattefundet fra Carambolo (spansk Tesoro del Carambolo) er et stort depotfund af guldgenstande fra den sene europæiske bronzealder, som blev fundet i Camas i Spanien den 30. september 1958.
Fundet er udstillet på det arkæologiske museum i Sevilla.